# Полицейская академия 7: Миссия в Москве
«Полицейская академия 7: Миссия в Москве» (англ. Police Academy: Mission to Moscow) — американский комедийный боевик 1994 года с Джорджем Гейнсом, Майклом Уинслоу, Дэвидом Графом и Клэр Форлани (её дебютный полнометражный фильм) в главных ролях . Это седьмая и, на сегодняшний день, последняя часть франшизы «Полицейская академия» и продолжение «Полицейской академии 6: Город в осаде». Режиссером фильма стал Алан Меттер, а сценарий написали Рэндольф Дэвис и Мишель С. Чодос. Джордж Гейнс, Майкл Уинслоу и Дэвид Граф были единственными тремя актёрами, которые появились во всех семи фильмах.

## Сюжет
Россия после распада СССР становится демократической страной, и московская милиция просит помощи у американских коллег в деле о поимке особо опасного криминального авторитета Константина Кональи, который хочет стать новым правителем страны. Он видит себя владельцем Красной площади, Кремля и Мавзолея Ленина. Полицейская академия во главе с комендантом Эриком Лассардом прибывает в Москву для помощи московской милиции, ранее не имевшей дела с преступниками такого масштаба, как Кональя. Приключения начинаются уже в аэропорту, когда Лассард, перепутав машины, попадает в российскую семью, где его принимают за родственника. Таддеус Харрис решает проявить самодеятельность и со шпионским набором путешествует по московским подземельям. Кадет Кайл Коннорс влюбляется в русскую переводчицу Екатерину, а сержант Джонс бесит своими звуковыми эффектами начальника московской милиции Ракова. Все это время лейтенант милиции Таллинский водит героев за нос, скрывая потерю Лассарда и одновременно пытаясь исправить свою оплошность. Вскоре Кайлу и Каллахан удается познакомиться с Кональей, войти к нему в доверие и узнать, что он распространил по всему миру компьютерную игру «The Game» («Игра»), которая за месяц принесла ему 1 500 000 000 долларов. На него работает компьютерный гений, который в новый вариант игры («The New Game», «Новая игра») вставил ключ, позволяющий Кональе влезть в любой компьютер мира и получить доступ к недоступным файлам. Кональя раскрывает непрошенных гостей и даже похищает Каллахан. Друзья спасают её и даже ловят Кональю, предъявив Талинскому улики, но Кональя справляется с державшим его Харрисом и снова сбегает. В это время увлёкшийся приключениями со своей русской семьёй и забывший, зачем прибыл в Россию Лассард случайно натыкается на Кональю в русском ресторане и после того, как Кональя неосторожно напомнил ему, кто он, вступает с ним в дуэль на саблях. Hесмотря на разницу в возрасте, Лассард одерживает верх над более молодым Кональей и передаёт правосудию. После чего на Красной площади Лассард и его команда участвует в митинге в их честь.

## В ролях
| Актёр                | Роль                                                    |
| -------------------- | ------------------------------------------------------- |
| Джордж Гейнс         | комендант Эрик Лассард                                  |
| Майкл Уинслоу        | сержант Ларвелл Джонс                                   |
| Дэвид Граф           | сержант Юджин Теклбери                                  |
| Лесли Истербрук      | капитан Дебби Каллахан                                  |
| Джордж Бэйли         | капитан Тадеус Харрис                                   |
| Кристофер Ли         | начальник московской милиции Александр Николаевич Раков |
| Рон Перлман          | Константин Кональя                                      |
| Клэр Форлани         | сержант Екатерина Сергеева                              |
| Чарли Шлаттер        | курсант Кайл Коннорс                                    |
| Грегг Бергер         | лейтенант Юрий Талинский                                |
| Ричард Израэл        | компьютерный гений Адам Шарп                            |
| Рекс Линн            | агент Олег Данко                                        |
|                      | напарник капитана Харриса Николай Петрович Боярский     |
| Валерий Ярёменко     | Михаил Кональя                                          |
| Вадим Долгачёв       | Леонид Кональя                                          |
| Александр Тютин      | Борис                                                   |
| Владимир Долинский   | портье                                                  |
| Николай Пастухов     | русский дедушка                                         |
| Владимир Горюшин     | русский папа                                            |
| Ольга Анохина        | русская мама                                            |
| Платон Горюшин       | русский сын                                             |
| Анастасия Горюшина   | русская дочь                                            |
| Сергей Данилевич     | лектор                                                  |
| Александр Скороход   | президент России Борис Ельцин                           |
| Александр Песков     | киллер Владик                                           |
| Мария Виноградова    | старушка с сумкой в Парке Горького                      |
| Андрей Анненский     | мальчик на велосипеде в Парке Горького                  |
| Розамунд Кван        | новая девушка с камерой в Парке Горького                |
| Дмитрий Черниговский | опрятный мужчина в Большом театре                       |

## Съёмочная группа
| Режиссёр   | Алан Меттер                    |
| Сценаристы | Рэндолф Дэвис, Мишель С. Чодос |
| Оператор   | Иэн Джоунс                     |
| Художник   | Фредерик С. Уайлер             |
| Композитор | Роберт Фолк                    |
| Продюсер   | Пол Маслански                  |
| Монтаж     | Дениз Хилл, Сюзанн Хайнс       |

## Съёмки
- Съёмки фильма проходили в России осенью 1993 года[2]. Согласно короткометражному фильму «Underneath the Mission», включённому в DVD-релиз, это был один из первых комедийных фильмов, произведённых в США, которые были сняты в России; некоторые сцены были сняты на Красной площади, а также с участием Балетной труппы Большого театра.
- Съёмки были временно приостановлены из-за событий сентября-октября 1993 года; впоследствии в эпизоде погони за похитителями Каллахан виден обгоревший Белый Дом[3]. Несмотря на это, работа была возобновлена; один из первых эпизодов после перерыва был снят в московском аэропорту[4].
- Согласно интервью с Майклом Уинслоу в «Underneath the Mission», в сцене с выполнением велосипедных трюков в Парке Горького был использован беспроводной микрофон для передачи комедийных звуковых эффектов. Съёмочной группе было неизвестно, что частота, на которой работал радиомикрофон, совпадала с одной из частот, используемых военными, в результате чего съёмочной группе пришлось общаться с чиновниками (хотя, по словам Пола Маслански, инцидент был разрешён мирным путём)[5].

## Прием

### Театральная касса
«Миссия в Москве» едва вышла в прокат. В отличие от всех других фильмов Полицейской академии, Warner Bros. выпустила картину лишь символическим, ограниченным тиражом, собрав в США скудные 126 247 долларов, что сделало его наименее успешным фильмом в серии фильмов.

### Критический ответ
«Полицейская академия 7: Миссия в Москве» получила крайне негативные оценки критиков и зрителей, и на данный момент, седьмой фильм считается худшим в серии. На Rotten Tomatoes фильм имеет удивительный рейтинг одобрения 0 % на основе отзывов 7 критиков. На Metacritic фильм получил общую оценку в 11 % одобрения на основе отзывов 4 критиков, что указывает на «подавляющую неприязнь». По словам историка кино Леонарда Малтина, «если бы между Соединенными Штатами и Советским Союзом всё ещё были разногласия, этот фильм стал бы отличным оружием… он мог бы утомить людей до смерти». В 2020 году журнал Maxim поставил фильм на 10-е место в списке «12 самых бредовых фильмов про Россию».